# Serra de Vilella
La Serra de Vilella és una serra situada al municipi de Guardiola de Berguedà a la comarca del Berguedà, amb una elevació màxima de 1.018 metres.